# Chase the Devil
"Chase the Devil" é uma canção reggae, gravada em 1976 por Max Romeo, com o apoio da house band de Lee "Scratch" Perry, The Upsetters.

## Lista de faixas
- 7" UK Single[1]

A. Max Romeo – "Chase the Devil"
B. The Upsetters com a participação de Prince Jazzbo – "Croaking Lizard"
- 7" French Single[2][3]

A. "Chase the Devil" – 3:25
B. "One Step Forward (Oye Oye Reggae)" – 5:00